# Idia parvulalis
Idia parvulalis là một loài bướm đêm thuộc họ Noctuidae. Nó được tìm thấy ở Bắc Mỹ, bao gồm nơi đặc trưng của nó, the Santa Catalina Mountains ở tây nam Arizona.